# 아이폰 5
애플 아이폰 5(Apple iPhone 5)는 폭스콘에서 제조하고 애플에서 설계, 판매하는 애플 스마트폰이다. 또한 아이폰 5는 애플의 6번째 아이폰이자 아이폰4S의 후속 제품이다.
2012년 9월 12일 애플의 신제품 출시 발표회에서 처음으로 공개되었으며, 2012년 9월 14일부터 예약주문을 받은 뒤, 2012년 9월 21일에 출시했다.
iOS 11 지원기기 목록에서 제외되었다.
해당 제품은 32비트를 기반으로 제조된 제품이므로 iOS 11을 지원하지 않는다.

## 디스플레이
세계 최초로 ITO 터치 센서 전극을 디스플레이 내부에 증착한 인셀방식의 디스플레이를 적용했으며, 기존의 960 x 640의 해상도를 표현하는 3:2 비율의 레티나 디스플레이 대신 가로길이가 늘어난 만큼 가로로 픽셀수를 늘린 1,136 x 640의 해상도를 표현하는 16 : 9 비율의 레티나 디스플레이를 장착하여 960 x 640의 해상도를 표현하는 3 : 2 비율의 레티나 디스플레이를 장착한 아이폰과 유사한 화소 밀도를 표현한다.

## 출시 국가
| 국가                          | 통신사                                        |
| ----------------------------- | --------------------------------------------- |
| 1차 출시국 (2012년 9월 21일)  |                                               |
| 미국                          | AT&T, 스프린트, 버라이즌, T모바일(2013 초)    |
| 싱가포르                      | M1, SingTel , StarHub                         |
| 영국                          | 에브리싱 에브리웨어(오렌지 영국+T모바일 영국) |
| 오스트레일리아                | 옵터스, 텔스트라, 보다폰                      |
| 일본                          | KDDI, 소프트뱅크                              |
| 프랑스                        | 오랑쥬, SFR, 부이그 텔레콤                    |
| 캐나다                        | 로저스, 파이도 등                             |
| 홍콩                          | 스마톤                                        |
| 2차 출시국 (2012년 9월 28일)  |                                               |
| 네덜란드                      | T모바일, 보다폰                               |
| 노르웨이                      | 텔레노르, 텔리아 소네라                       |
| 뉴질랜드                      | 보다폰                                        |
| 덴마크                        | TDC, 텔레노르                                 |
| 룩셈부르크                    |                                               |
| 리투아니아                    |                                               |
| 리히텐슈타인                  |                                               |
| 오스트리아                    | 텔레콤 오스트리아, T모바일                    |
| 벨기에                        | 모비스타                                      |
| 스웨덴                        | 텔레노르, 텔리아 소네라                       |
| 스위스                        | 스위스콤, 오랑쥬                              |
| 스페인                        | 텔레포니카 모비스타, 보다폰, 오랑쥬           |
| 슬로바키아                    | O2, 오랑쥬                                    |
| 슬로베니아                    | SI모바일                                      |
| 아일랜드                      | 보다폰, O2                                    |
| 에스토니아                    |                                               |
| 이탈리아                      | TIM, 보다폰                                   |
| 체코                          | 보다폰, T모바일                               |
| 포르투갈                      | TMN, 보다폰                                   |
| 폴란드                        | 오랑쥬                                        |
| 핀란드                        | 텔리아 소네라                                 |
| 헝가리                        | T모바일                                       |
| 3차 출시국 (2012년 11월 2일)  |                                               |
| 과테말라                      |                                               |
| 괌                            |                                               |
| 그리스                        | 보다폰                                        |
| 도미니카 공화국               |                                               |
| 라트비아                      |                                               |
| 루마니아                      | 오랑쥬                                        |
| 멕시코                        |                                               |
| 몰타                          |                                               |
| 불가리아                      |                                               |
| 엘살바도르                    |                                               |
| 인도                          |                                               |
| 크로아티아                    | T모바일, VIP모바일                            |
| 태국                          |                                               |
| 4차 출시국 (2012년 12월 7일)  |                                               |
| 대한민국                      | SK텔레콤 , KT                                 |
| 5차 출시국 (2012년 12월 14일) |                                               |
| 중화인민공화국                | CHU,China telecom                             |
| 러시아                        | MTS                                           |
| 그 외 31개 국가               |                                               |
| 6차 출시국 (2012년 12월 21일) |                                               |
| 21개 국가                     |                                               |

## 사진

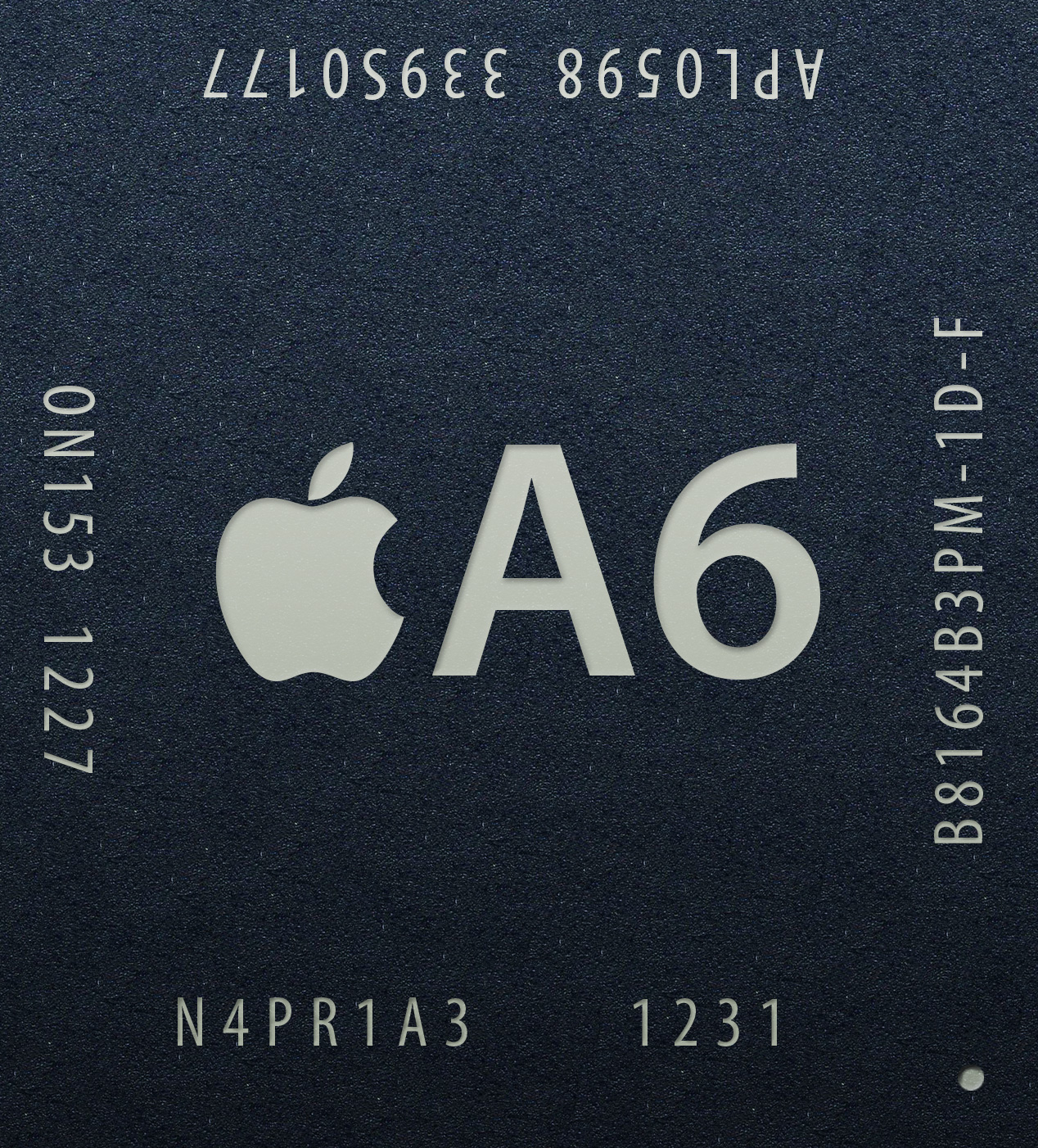
애플 A6 칩
Lightning 커넥터
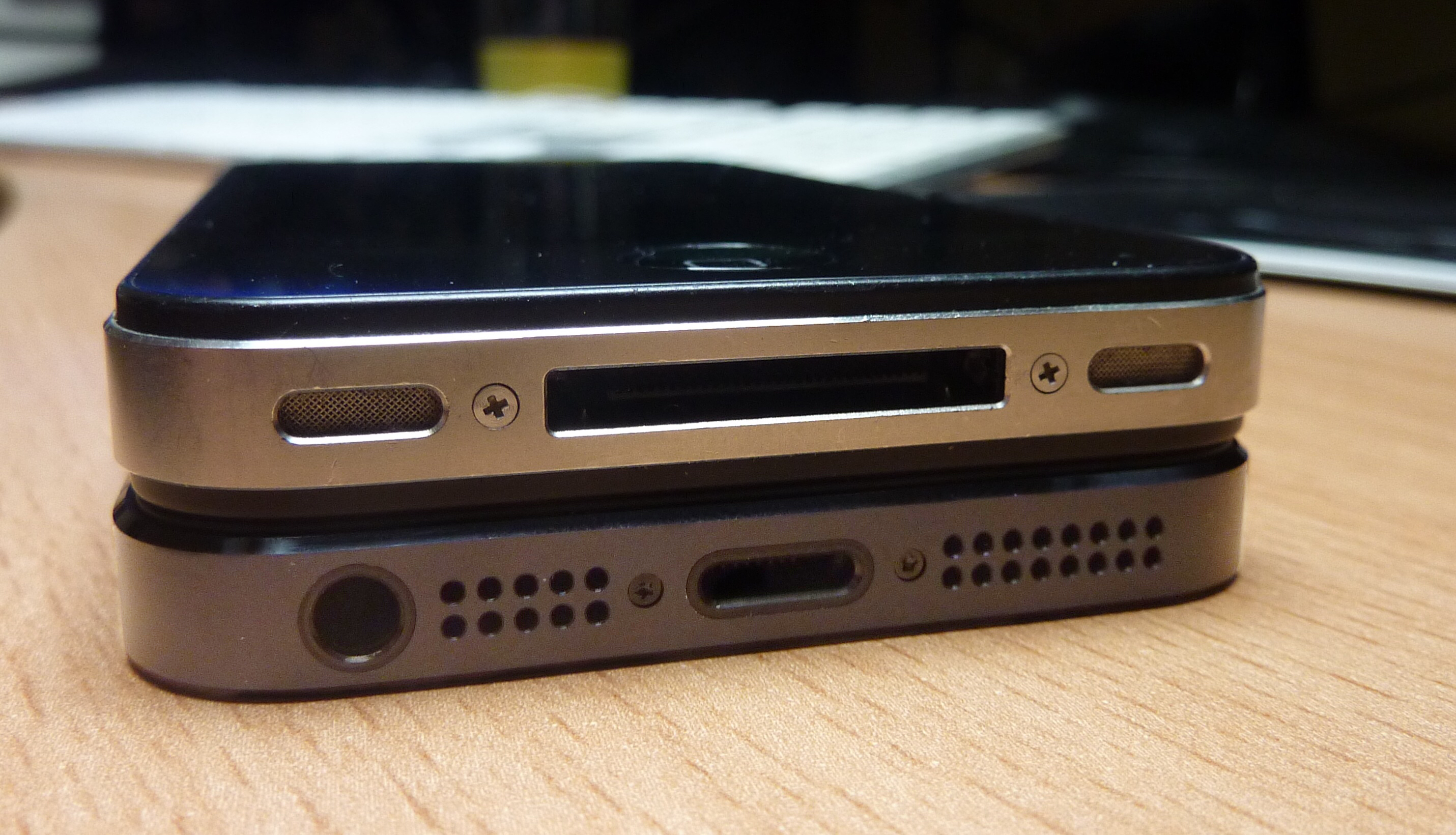
아이폰 4S 와의 하단 비교

## 경쟁 기종
- HTC 원 X +
- 삼성 갤럭시 노트 2
- 삼성 갤럭시 S3
- 팬택 베가 R3
- 팬택 베가 넘버 6
- 팬택 베가 아이언
- LG 옵티머스 G
- LG 옵티머스 G 프로

## 같이 보기
- 애플 아이팟 터치 5세대
- 애플 아이팟 나노 7세대
- 애플 아이패드 (4세대)
- 애플 아이패드 미니
- 아이맥

## 참고
1. ↑  정현정. “아이폰-갤럭시-옵티머스, 터치의 비밀은?”. ZD넷코리아.
2. ↑  애플 (2007–2021). iPhone News - Newsroom Archive. Retrieved July 23, 2020.